# Xanthocephalum
Xanthocephalum là một chi thực vật có hoa trong họ Cúc (Asteraceae).

## Loài
Chi Xanthocephalum gồm các loài: